# RT (rete televisiva)
RT, precedentemente chiamato Russia Today (in russo Россия Сегодня?, Rossija Sivodnja) è un canale televisivo satellitare russo diffuso a livello mondiale, il primo tra i canali della Russia completamente in digitale.
RT fa parte di una rete televisiva finanziata direttamente dal Cremlino tramite l'agenzia statale RIA Novosti. Nel 2014, dopo l'annessione della Crimea alla Russia, RT è stata bloccata in Ucraina. Successivamente, nel 2020, è stata bloccata anche in Lettonia e Lituania. A febbraio 2022, la Germania ha vietato RT DE. Dopo l'invasione russa dell'Ucraina del 2022, la Polonia e poi l'intera Unione europea hanno annunciato che avrebbero ufficialmente bandito RT a causa delle sue attività di propaganda governativa.

## Diffusione

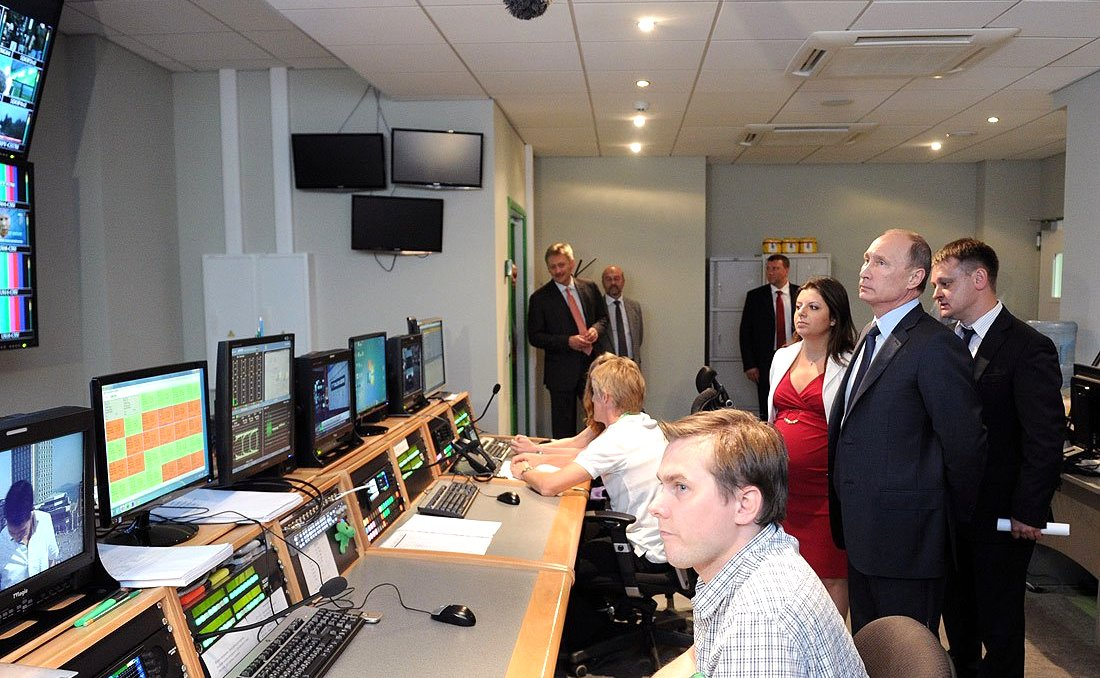
Vladimir Putin in visita alla sede di Russia Today con i principali esponenti e corrispondenti della rete

È un canale che si propone di presentare gli eventi in Russia e all'estero secondo il punto di vista del governo russo. Margarita Simon'jan (Krasnodar, 1980), direttrice di RT (è la prima donna a dirigere l'emittente), nel presentare RT ha dichiarato che essa è nata dalla volontà di comunicare un'immagine «più equilibrata» della Russia, in quanto a suo avviso i media stranieri non sono sempre privi di condizionamento nel diffondere le notizie sulla Russia; la Simon'jan ha inoltre affermato che le trasmissioni si occuperanno per il 70% di notizie internazionali.
Negli anni 2010 RT risultava fra i canali d'informazione più visti su YouTube, raggiungendo un miliardo di visualizzazioni nel giugno 2013, con quasi un milione di visualizzazioni al giorno. Nel dicembre 2015 il numero di visualizzazioni era salito a 3 miliardi. Il grosso della visibilità ottenuta dal canale è data dalle notizie di cronaca nera e da video di disastri naturali che il canale acquista da emittenti locali.
In Italia era disponibile sulla piattaforma Sky al canale 536 e su Tivùsat.
Dal 1º marzo 2022, a seguito delle sanzioni imposte dall'Unione Europea contro la Russia causa l'invasione russa dell'Ucraina, i profili del canale sulle reti sociali sono stati bloccati nei territori UE, insieme a quelli dell'altra emittente russa Sputnik.
| Programma                   | Conduttore          |
| --------------------------- | ------------------- |
| Breaking the Set            | Abby Martin         |
| CrossTalk                   | Peter Lavelle       |
| SophieCo                    | Sophie Shevardnadze |
| Keiser Report               | Max Keiser          |
| Larry King Now, Politicking | Larry King          |
| Spotlight                   | Al Gurnov           |
| Technology Update           | Brandon Rice        |
| The Big Picture             | Thom Hartmann       |
| The Truth Seeker            | Daniel Bushnell     |
| Why You Should Care         | Tim Kirby           |
| Worlds Apart                | Oksana Boyko        |
| Venture Capital             | Katie Pilbeam       |

## Finanziamento

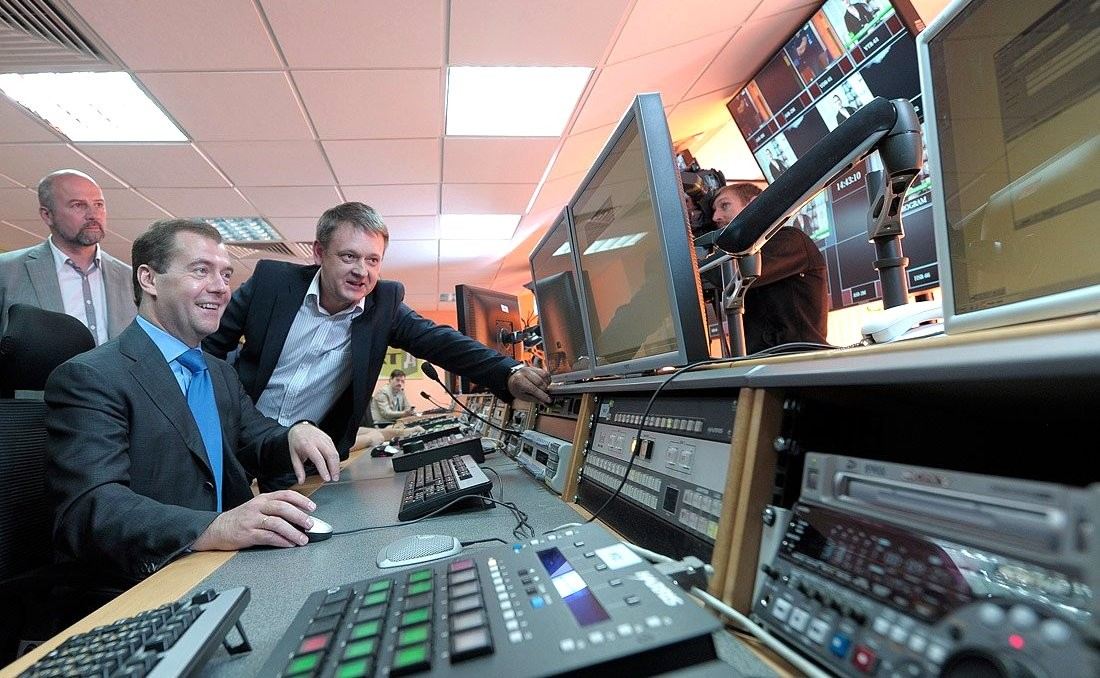
Dmitrij Medvedev, primo ministro russo al lancio del canale Russia Today Documentary

Quando l'emittente televisiva venne creata, nel 2005, ANO TV-Novosti ha investito 30 milioni di dollari statunitensi in costi di avviamento per stabilire la rete. La metà del finanziamento della rete proveniva dal governo russo; l'altra metà proveniva dalle banche commerciali di proprietà del Cremlino, su richiesta dello stesso governo. Il suo finanziamento annuale è aumentato da circa 80 milioni $ nel 2007 a 380 milioni $ nel 2011, ma è stato ridotto a 300 milioni $ nel 2012. Il 30 ottobre 2012, il presidente russo Vladimir Putin ha vietato la riduzione dei finanziamenti pubblici per RT.
Ogni anno dal 2007 la piattaforma riceve mediamente circa 300 milioni $ per il mantenimento.
Nel settembre del 2017, RT America ha ricevuto l'obbligo di registrarsi come "agente straniero" presso il Dipartimento della giustizia degli Stati Uniti d'America secondo la legge detta "Foreign Agents Registration Act" (lett. "Legge sulla registrazione degli agenti stranieri"). In forza di ciò RT deve fornire informazioni sulle sue finanze al governo statunitense.

## Controversie

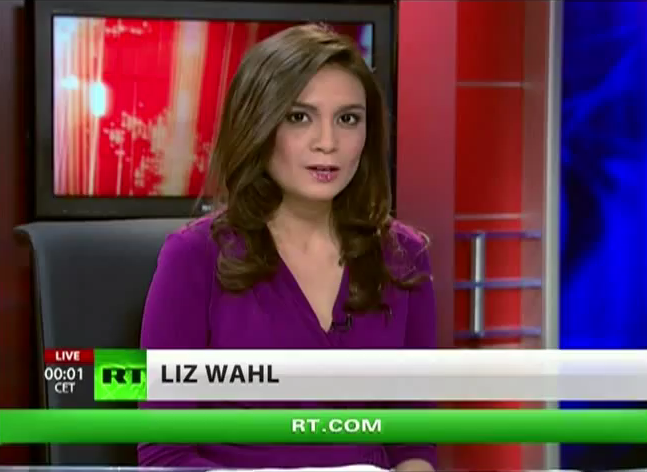
Liz Wahl sullo schermo di RT

### Propaganda politica
Russia Today è stato definito come un outlet di propaganda per il governo russo e la sua politica estera da una parte della stampa. È stato anche accusato di diffondere disinformazione dal Dipartimento di Stato americano. Liz Wahl, una ex giornalista di RT America che ha annunciato in diretta le proprie dimissioni, ha sostenuto che Russia Today non sia una piattaforma imparziale ma che sia “una rete che insabbia le azioni di Putin”; viceversa Abby Martin, un'altra giornalista presso RT, intervistata dalla CNN ha affermato che non c'è nessuna differenza tra RT ed i tradizionali media statunitensi, in quanto allo stesso modo raccontano la prospettiva dei loro rispettivi governi in politica estera.
L'autorità di regolamentazione britannica Ofcom ha ammonito di voler applicare contro Russia Today delle sanzioni di legge a causa di ripetute accertate violazioni delle sue norme in materia di obbligo di imparzialità. Secondo Aleksandr Lebedev questi avvisi sarebbero di minacce giudicate come un attacco contro la libertà di espressione.
Secondo EUvsDisinfo del Servizio europeo per l'azione esterna RT e Sputnik non sarebbero organizzazioni operanti nel settore dei media, ma armi dell'inganno del Cremlino per condurre una guerra dell'informazione contro l'occidente.
Russia Today assieme a Sputnik e ad altre agenzie dipendenti dal governo russo sono state accusate di aver tentato d'influenzare la campagna presidenziale francese del 2017 attraverso bufale (come quella di insinuare l'omosessualità del candidato Emmanuel Macron e il fatto che avesse un amante) con il preciso scopo d'aiutare Marine Le Pen (in quanto dichiarata euroscettica, contraria alle sanzioni alla Russia e a favore dell'annessione russa della Crimea.)
Nel novembre 2017 il presidente del consiglio di amministrazione di Google, Eric Schmidt, ha dichiarato che RT e Sputnik verranno deindicizzati dalle Notizie del colosso di Mountain View a causa della propaganda perpetrata con messaggi «ripetitivi, falsi o strumentalizzabili».

### Teorie del complotto
Nel corso della sua storia l'emittente televisiva ha diffuso molteplici teorie del complotto  tra cui:
- La teoria del complotto sulle scie chimiche[35][36]
- Diverse teorie del complotto sull'attentato al World Trade Center dell'11 settembre 2001[37]
- Il riscaldamento globale come un falso montato ad arte con il solo scopo di elargire finanziamenti ad enti governativi (dando spazio a negazionisti come Piers Corbyn, Lord Monckton e Patrick Michaels).[38][39][40][41]

Ha dato anche molto spazio a diversi teorici del complotto come: Alex Jones, David Ray Griffin, Jesse Ventura e Lyndon LaRouche.

### La guerra dei mass media
A causa della invasione russa dell'Ucraina del 2022 la Germania ha chiuso il canale Russia Today, e allo stesso tempo la Russia ha risposto chiudendo la sede del Deutsche Welle.
Conseguentemente a questa invasione molti giornalisti occidentali, che lavoravano per RT si sono dimessi dall'impiego con RT.

## Riferimenti normativi
- Decisione (PESC) 2022/351 del Consiglio del 1º marzo 2022 che modifica la decisione 2014/512/PESC concernente misure restrittive in considerazione delle azioni della Russia che destabilizzano la situazione in Ucraina.
- Regolamento (UE) 2022/350, su eur-lex.europa.eu. del Consiglio del 1º marzo 2022 che modifica il regolamento (UE) n. 833/2014 concernente misure restrittive in considerazione delle azioni della Russia che destabilizzano la situazione in Ucraina.